# یان-اریک لاندکوییست
 یان-اریک لاندکوییست (انگلیسی: Jan-Erik Lundquist؛ زادهٔ ۱۴ آوریل ۱۹۳۷) یک تنیس‌باز اهل سوئد است. 